# Philicus bicolor
Philicus bicolor är en skalbaggsart som beskrevs av Stefan von Breuning 1976. Philicus bicolor ingår i släktet Philicus och familjen långhorningar.
Artens utbredningsområde är Sulawesi. Inga underarter finns listade i Catalogue of Life.